# Джек Тейлор
Джек Тейлор (англ. Jack Taylor; настоящее имя Джордж Браун Рэндалл, англ. George Brown Randall; род. 21 октября 1936) — американский актёр.

## Биография
Карьера Тейлора началась в начале 50-х, когда вместе с Мэрилин Монро он появился на телевидении в программе «The Jack Benny Show». В конце 50-х — начале 60-х жил в Мексике. Позднее жил в Испании, где снимался во множестве фильмов, в основном в фильмах ужасов и в фильмах категории «Б». Работал, в частности, с режиссёром Хесусом Франко, известным как автор фильмов ужасов и эротических фильмов. По приезде в Испанию продюсер изменил ему имя на Джек Тейлор. В 1970 году снялся в роли самого себя в картине «Cuadecuc-Vampir». Снялся во второстепенных ролях в ряде известных фильмов («Конан-варвар», «Девятые врата», «Призраки Гойи»).

## Фильмография
- 1968 — «Некрономикон» — (Necronomicon) — Уильям Френсис Муллиган
- 1973 — «Вампирша» — (La Comtesse noire) — барон фон Рафони
- 1982 — «Конан-варвар» (Conan the Barbarian) — священник
- 1984 — «Морской змей» (The Sea Serpent)
- 1988 — «Игуана» (Iguana) — капитан
- 1999 — «Девятые врата» (The Ninth Gate) — Виктор Фаргас
- 1999 — «Присутствие духа» (Presance Of Mind) — Отец
- 2006 — «Призраки Гойи» (Goya’s Ghosts / Los fantasmas de Goya) — Чемберлен
- 2009 — «Треугольник» (Triangle) — Джек
- 2010 — «Второе пришествие» — Отец Стива-«Христа»
- 2013 — «Волк с Уолл-стрит» (The Wolf of Wall Street) — Отец брокера Белфорта